# Counterfeit (gruppo musicale)
 I Counterfeit (graficamente COUNTERFEIT. ) sono stati una band punk rock inglese di Londra, Inghilterra. Formata nel 2015, era composta dal cantante e chitarrista Jamie Campbell Bower, dai chitarristi Tristan Marmont e Sam Bower, dal bassista Roland Johnson e dal batterista James Craig.
La band ha firmato per Xtra Mile Recordings il 28 novembre 2016 per il primo album. Il loro album di debutto Together We Are Stronger è stato pubblicato il 17 marzo 2017.
L'11 novembre 2020, attraverso un post Instagram, Bower annuncia lo scioglimento del gruppo - poiché durante il periodo del lockdown da Covid-19, gli altri membri affermano di "non voler più partecipare a questo progetto o alla musica live in generale" -, e l'intenzione di perseguire una carriera da solista.

## Membri della band
Membri attuali
- Jamie Campbell Bower - cantante, chitarra (2015-2020)
- Tristan Marmont - chitarra, voce (2015-2020)
- Roland Johnson - basso, voce (2015-2020)
- Sam Bower - chitarra, voce (2015-2020)
- Jimmy Craig - batteria, percussioni (2015-2020)

## Premi
AIM Awards
Gli AIM Independent Music Awards hanno lo scopo di dare risalto alla scena musicale indipendente nel Regno Unito e sono tenuti annualmente dall'Association of Independent Music.
| Anno | Premio     | Categoria            | Risultato |
| ---- | ---------- | -------------------- | --------- |
| 2017 | AIM Awards | Miglior artista live | Vinto     |

Kerrang! Awards
The Kerrang! Awards si svolgono annualmente e sono stati fondati dalla rivista musicale britannica Kerrang! .
| Anno | Premio         | Categoria                     | Risultato |
| ---- | -------------- | ----------------------------- | --------- |
| 2017 | Kerrang Awards | Miglior esordiente britannico | Nominato  |

## Discografia

### Album in studio
- Together We Are Stronger (2017)

### EP
- Come Get Some (2015)
- Enough (2016)
- Addiction (2016)

### Singoli
- It Gets Better (2019)
- The New Insane (2020)
- 11:44 (2020)